# 가미사토미번
가미사토미 번(일본어: 上里見藩 가미사토미한[*])은 일본 에도 시대 중기 고즈케국 우스이 군(碓氷郡)・아가쓰마군 등지(현 군마현 다카사키시) 내에 있던 번이다. 번청은 가미사토미 진야이다.

## 번의 역사
가미사토미 번은 간엔 원년(1748년) 8월에 시노즈카번주였던 마쓰다이라 다다쓰네가 이봉되어 들어오면서 세워졌다. 표면상의 영지 규모는 2만 석이었다. 다다쓰네는 소자반과 지샤부교를 겸임했던 마쓰다이라 다다아키라의 차남으로, 그 자신도 소자반과 지샤부교를 겸임하였다. 가미사토미 번주에 취임한 그해 윤 10월에는 와카도시요리로 승진하여, 쇼군 도쿠가와 요시무네 사망 당시에는 그와 관련된 여러 업무를 처리하는 역할을 담당하였다. 그 후에도 도쿠가와 이에시게와 도쿠가와 이에하루 2대에 걸쳐 공적을 거두었다. 이에 따라, 메이와 4년(1767년) 윤 9월 28일에 간라군 등지 내로 소령을 이전하면서 가미사토미 번은 폐지되었다. 이후, 오쿠다이라 마쓰다이라 가문(奥平松平家)은 오바타 번주로써 존속하게 되었던 것이다.

## 번주
- 마쓰다이라 다다쓰네(松平忠恒) 재위 1748년 ~ 1767년